# Dynetics
Dynetics è un'azienda statunitense privata che si occupa di ingegneria, scienza applicata e tecnologie informatiche con sede a Huntsville (Alabama). I suoi clienti principali sono il dipartimento della difesa degli Stati Uniti, la United States Intelligence Community, e la NASA.
Nel maggio 2020 è stata selezionata dalla NASA, assieme a SpaceX e Blue Origin, per progettare un lander lunare per il progetto Artemis.